# جون بيري (سياسي أمريكي، مواليد 1833)
جون بيري (بالإنجليزية: John Berry)‏ هو محامي وسياسي أمريكي، ولد في 26 أبريل 1833 في كيري في الولايات المتحدة، وتوفي في 18 مايو 1879 في أوبير ساندوسكي في الولايات المتحدة. نشط حزبياً في الحزب الديمقراطي. وقد انتخب عضو مجلس النواب الأمريكي.